# Patricio Peñalver Martínez
Patricio Peñalver Martínez (Múrcia, 7 d'abril de 1944 - Sabadell, 27 de març de 1998) va ser un sastre i activista veïnal compromès amb el moviment d'alliberament LGBTI.
Va arribar a Sabadell el 1952 provinent de Múrcia. President de l'Associació de Veïns de Ca n'Oriac als anys 1980, va organitzar diverses festes majors i “Febrers culturals” del barri i va treballar per millorar Ca n'Oriac. Va participar en el secretariat de la Federació d'Associacions de Veïns de Sabadell. A més, fou un conegut activista pels drets dels homosexuals i representant del Front d'Alliberament Gai de Catalunya a la nostra ciutat. L'Associació de Veïns de Ca n'Oriac el reivindica com “el primer homosexual declarat públicament de Sabadell”. Va fer moltes gestions per al reconeixement dels drets de gais i lesbianes. També fou militant del PSUC a la clandestinitat.
El 8 de juny de 2018 Ca n'Oriac va homenatjar-lo dins el programa d'actes del Dia Internacional contra l'Homofòbia, la Bifòbia i la Transfòbia. I va demanar una plaça –situada entre el carrer del Penedès i el carrer del Moianès– dedicada a la seva persona, amb el suport de diferents partits polítics. A la plaça on en demanaven el nom, l'entitat hi va decorar una persiana pintada amb la seva cara i un arc de Sant Martí per recordar-lo.
El 13 de juny de 2014 diverses entitats van organitzar un acte de reconeixement a la seva figura al Centre Cívic de Ca n'Oriac.
El 20 de maig de 2019, Sabadell li va dedicar una plaça al barri de Ca n'Oriac. Segons Jordi Petit, amb aquesta aprovació, Sabadell es va convertir en el primer municipi català que ha dedicat un espai urbà a la memòria d'un activista gai.